# اسکات ال. فیتزجرالد
اسکات لارنس فیتزجرالد (زاده ۱۶ نوامبر ۱۹۶۳) یک سیاستمدار آمریکایی و ناشر سابق روزنامه است. او که یک جمهوری‌خواه و نماینده حوزه انتخابیه پنجم ویسکانسین  در مجلس نمایندگان ایالات متحده است. این ناحیه شامل بسیاری از حومه‌های شمالی و غربی میلواکی، مانند واکیشا، بند غربی، بروکفیلد و مکوان است. او از سال ۱۹۹۵ تا ۲۰۲۱ نماینده منطقه ۱۳ در سنای ایالت ویسکانسین بود.
فیتزجرالد در شیکاگو به دنیا آمد و در سن ۱۱ سالگی به همراه خانواده خود به هاستیسفورد، ویسکانسین نقل مکان کرد. او در سال ۱۹۸۱ از دبیرستان هاستیسفورد فارغ‌التحصیل شد و در سال ۱۹۸۵ مدرک لیسانس خود را از دانشگاه ویسکانسین-اشکوش دریافت کرد. او در سال ۱۹۸۱ به نیروهای ذخیره ارتش ایالات متحده پیوست.
او نزدیک به یک دهه به‌عنوان ناشر روزنامه کار کرد و در سال ۱۹۹۰ روزنامه دوج کانتی را در جونو، ویسکانسین خریداری کرد و در سال ۱۹۹۶ آن را به واترتون دیلی تایمز فروخت، جایی که برای چندین سال به عنوان ناشر وابسته باقی ماند.